# ФК Морава Рибаре
ФК Морава Рибаре је српски фудбалски клуб из Рибара и тренутно се такмичи у Поморавској Окружној лиги  петом такмичарском нивоу српског фудбала. Клуб је основан 1926. године.